# Mon père, il m'a sauvé la vie
Pour plus de détails, voir Fiche technique et Distribution.
Mon père, il m'a sauvé la vie est un film français de José Giovanni (pseudonyme de Joseph Damiani) sorti en 2001, adapté de son autobiographie romancée Il avait dans le cœur des jardins introuvables (prix Léautaud 1995).

## Synopsis
À Paris à la fin des années 1940, le père (Joe - Bruno Cremer) est un passionné de poker, la mère cherche la martingale à la roulette, tandis que le plus jeune fils (Manu - Vincent Lecœur) est condamné à mort.

## Fiche technique
- Réalisation : José Giovanni
- Scénario : José Giovanni, Bertrand Tavernier
- Production : Alain Sarde, Christine Gozlan
- Musique : Surghjenti
- Directeur de la photographie : Alain Choquart
- Distribution des rôles : Maguy Aimé, Valérie Nègre, Claude Wolf
- Création des décors : Roland Deville
- Décorateur de plateau : Vincent Grand d'Esnon
- Création des costumes : Jacqueline Bouchard
- Coordinateur des cascades : Gilles Conseil
- Société de production : Canal+, Centre Européen Cinématographique Rhône-Alpes, Centre National de la Cinématographie, Ciné Valse, France 3 Cinéma, Rhône-Alpes Cinéma, Studio Images 7
- Société de distribution : BAC Films
- Format : couleur - 2,35:1 - 35 mm
- Durée : 115 minutes
- Genre : drame
- Date de sortie : 25 avril 2001
- Affiche : Michel Landi (France)

## Distribution
- Bruno Cremer : Joe (Barthélemy Damiani, le père de Joseph Damiani)
- Vincent Lecœur : Manu (Joseph Damiani, alias José Giovanni)
- Rufus : Grinval
- Michelle Goddet : Émilie (Emilie Santolini, la mère de Joseph)
- Nicolas Abraham : Maître Hecquet (Stephen Hecquet, l'avocat de Joseph)
- Maria Pitarresi : Doriane Teneraux
- Éric Defosse : Manouche (Germaine Germain, dite « Manouche », la maîtresse de Paul Carbone)
- Cédric Chevalme : Barthy (Paul Damiani, dit « Barthy », le frère aîné de Joseph)
- Gabriel Briand : Patron du bistrot
- Alexandre Fabre : Maître Moro Giafferi
- Charlotte Kady : La prostituée
- François Perrot : Santos (Ange Paul Santolini dit « Santos », l'oncle maternel de Joseph)
- Christophe Reymond : Médecin prison
- Christian Auger : Le condamné qui ne veut pas mourir
- James Gerard : Simon (Simon Sabiani, le mentor de Joseph)
- Michel Cordes : Pierre Mondolini
- Philippe Duclos : Surveillant Cobra
- Sophie Ladmiral : Patronne auberge
- Marie Marczack : Madame Naurouze
- Jacques Petitjean : Le surveillant en retraite
- Philippe Saïd : Le libéré
- Cécile Thiercelin : Laetitia
- Francis Frappat : Le lieutenant
- Christian Batteur : Le Joueur de Poker

## Distinctions
- Prix du public au Festival du film d'aventures de Valenciennes 2001